# Mitsubishi Attrage
Mitsubishi Attrage — субкомпактный автомобиль, выпускавшийся компанией Mitsubishi Motors с 2013 года.

## История
Автомобиль Mitsubishi Attrage впервые был представлен в 2013 году в Таиланде. В Европе автомобиль был представлен в 2015 году в Брюсселе. С конца того же года автомобиль поставляется на рынки США.

## Особенности
Передняя подвеска автомобиля Mitsubishi Attrage — Макферсон, задняя подвеска — торсионная. Автомобиль оснащается бензиновым двигателем внутреннего сгорания 3A92 Р3 объёмом 1,2 литра, мощностью 80 л. с. На некоторых рынках автомобиль продаётся под названием G4 Mirage. Базовой моделью для Mitsubishi Attrage стала Mitsubishi Mirage.

## Галерея

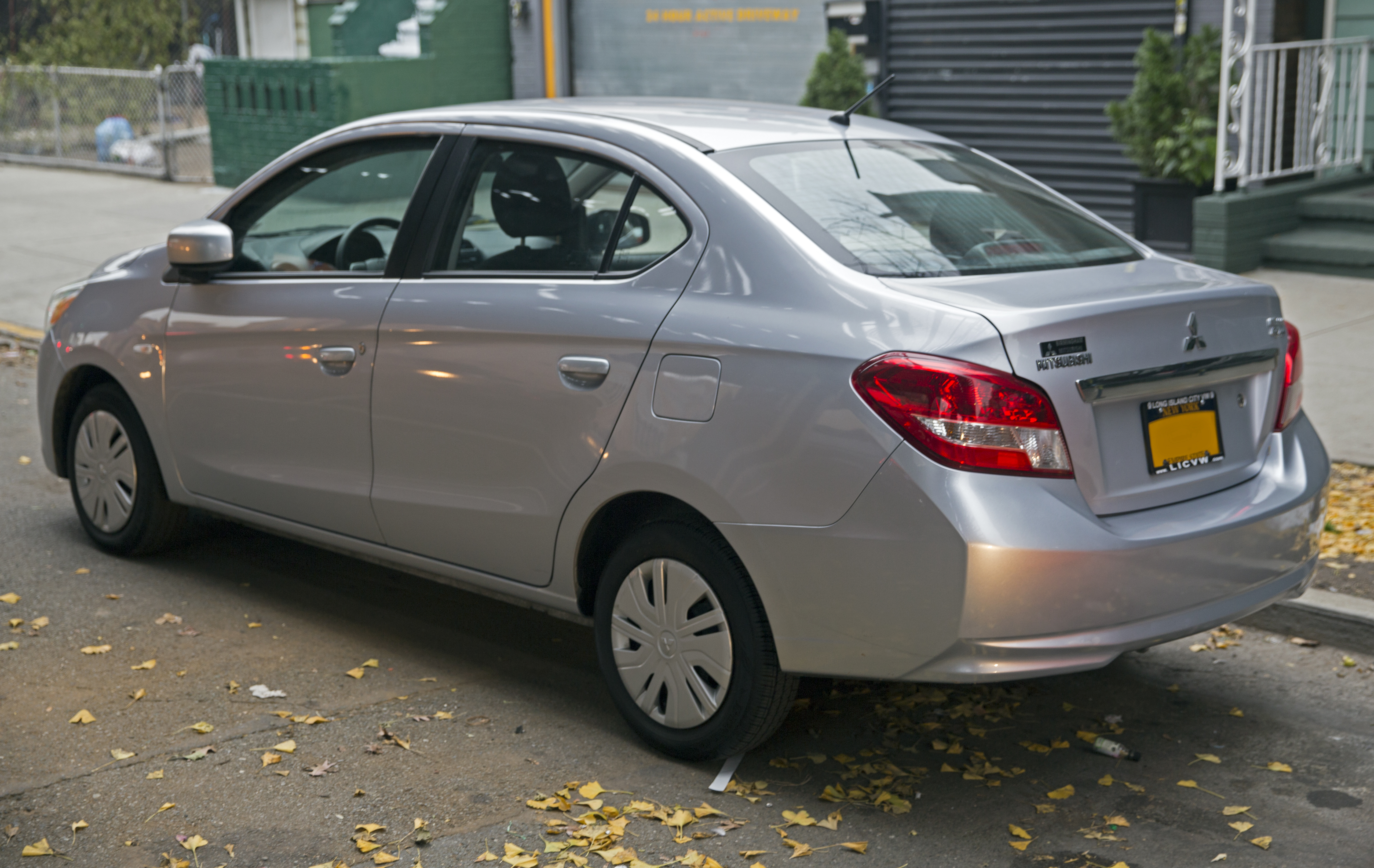
Mitsubishi Mirage G4
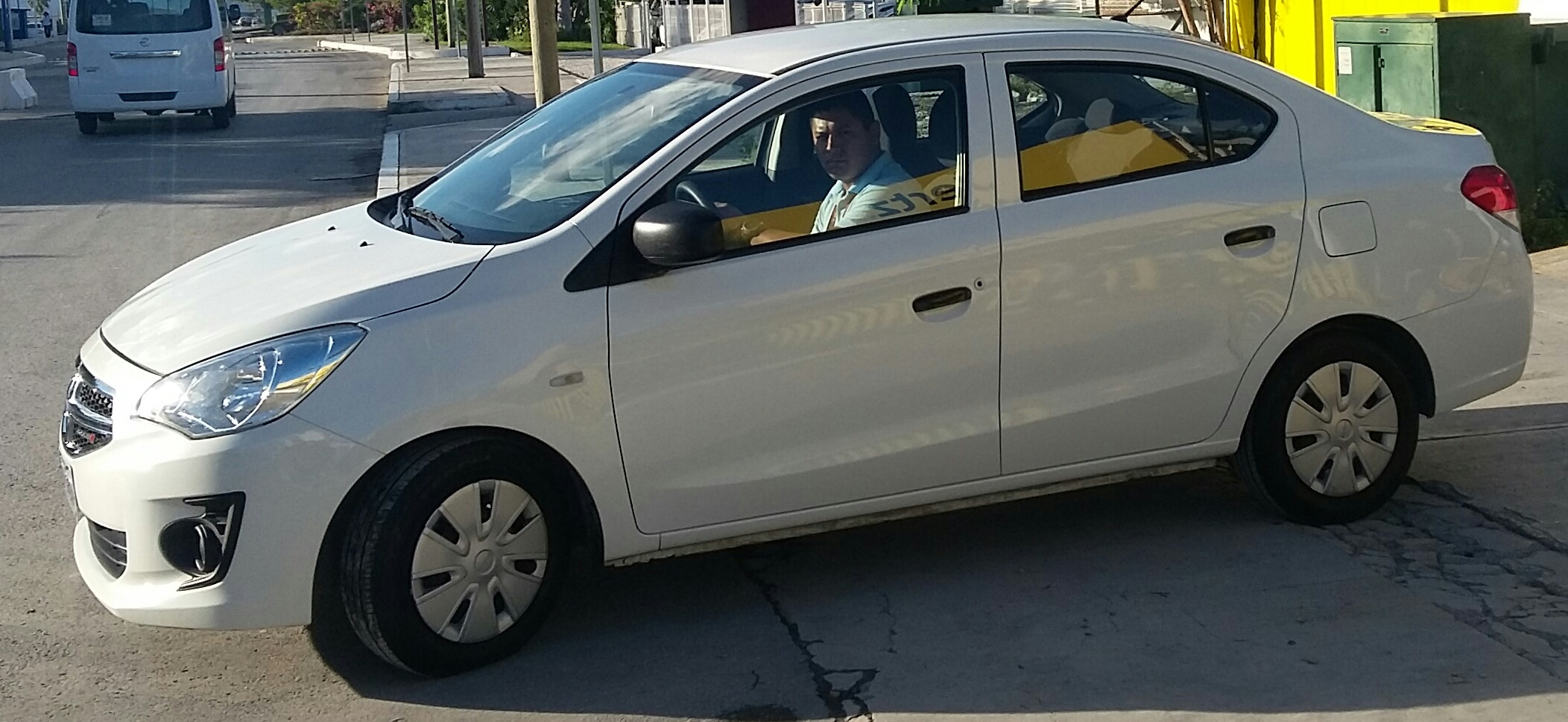
Dodge Attitude